# Angela Maria Bottari
Angela Maria Bottari (Messina, 16 marzo 1945 – Messina, 14 novembre 2023) è stata una politica italiana, deputata alla Camera del Partito Comunista Italiano per tre legislature.

## Biografia
Attiva politicamente a livello universitario dal 1968, aderisce al Partito Comunista Italiano (PCI) nel 1971, ricoprendo il ruolo di responsabile femminile della Federazione di Messina. Nel 1975 è eletta Consigliera comunale a Messina.
Alle elezioni politiche del 1976 viene candidata alla Camera dei deputati, tra le liste del PCI nella circoscrizione Catania-Messina-Siracusa-Ragusa-Enna, venendo eletta deputata e rimanendo a Montecitorio per tre legislature consecutive fino al 1987. Alla Camera presenta la prima proposta di legge contro la violenza sessuale, inoltre è la prima relatrice della legge 442 che nel 1981 ha portato all'abrogazione del delitto d'onore e del matrimonio riparatore.
Nel 1991 aderisce alla svolta della Bolognina di Achille Occhetto dal PCI al post-comunista Partito Democratico della Sinistra (PDS), di cui nel 1996 diventa segretaria regionale in Sicilia fino alla confluenza del PDS nei Democratici di Sinistra con la svolta di Massimo D'Alema.
Dal 2005 al 2007 è stata assessora comunale di Messina con deleghe alla riqualificazione urbana e alle politiche abitative nella giunta comunale di Francantonio Genovese. Successivamente aderisce al Partito Democratico.
Muore il 14 novembre 2023, all'età di 78 anni, per delle complicazioni dovute al tumore al polmone di cui era malata.